# سيرجيو باستيدا
سيرجيو باستيدا (بالإسبانية: Sergio José Bastida)‏ هو لاعب كرة قدم بوليفي وأرجنتيني في مركز الوسط، ولد في 3 سبتمبر 1979 في مدينة روسون، تشوبوت في الأرجنتين. لعب مع نادي آراو ونادي تيبليتسه ونادي زيورخ ونادي فولن ونادي كرينز ونادي لوغانو ونادي ويل ونيا سلاميس فاماغوستا.

## وصلات خارجية
- سيرجيو باستيدا على موقع قاعدة بيانات كرة القدم.إي يو (الإنجليزية)
- سيرجيو باستيدا على موقع Soccerway.com (الإنجليزية)
- سيرجيو باستيدا على موقع عالم كرة القدم.نت (الإنجليزية)